# Arteria epigastrica superficialis

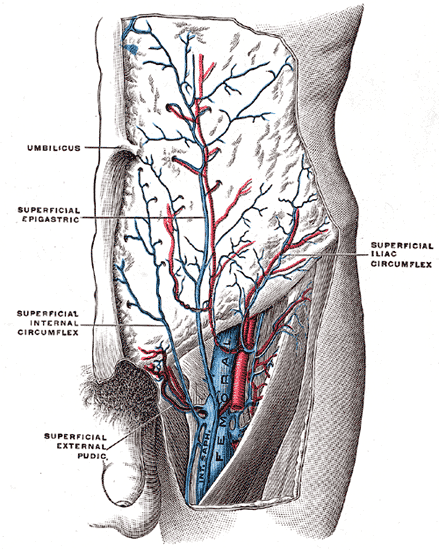
Blutgefäße des Bauches beim Menschen, Arteria epigastrica superficialis als „superficial epigastric“ bezeichnet

Die Arteria epigastrica superficialis („oberflächliche Oberbaucharterie“) ist eine kleine Schlagader des Rumpfes. Sie entspringt beim Menschen aus der Arteria femoralis dicht unterhalb des Leistenbands und tritt durch den Hiatus saphenus und die Fascia cribrosa. Anschließend zieht sie in der Unterhaut an der vorderen Bauchwand Richtung Nabel.
In der Veterinäranatomie wird die Arterie als Arteria epigastrica caudalis superficialis bezeichnet und geht aus der Arteria pudenda externa hervor. Auch hier zieht sie in der Unterhaut nabelwärts und anastomosiert dort mit der Arteria epigastrica cranialis superficialis. Sie versorgt neben der Haut auch die Milchdrüse, bei männlichen Tieren die Penisvorhaut. Bei Pferden und Rindern wird sie auch als Arteria mammaria cranialis („vordere Euterarterie“) bezeichnet.